# Михаїл (архієпископ Охридський і Македонський)
Архієпископ Охридський і Македонський Михаїл (Ново Село (Штипско), (12 травня 1912 – 6 липня 1999) - четвертий архієпископ Македонської православної церкви після її оновлення. Михайло був священиком і релігійним учителем, обдарованим церковним оратором і мудрецем, і запам’ятався своїми чудовими проповідями. Він єдиний священнослужитель, якому запропонували посаду президента Республіки Македонія. Архієпископ Михаїл був обраний главою Македонської православної церкви 4 грудня 1993 року.

## Ранні роки
Отець Михаїл народився в Ново Село, Штипської області в 1912 році, як і Методи Гогов. У дитинстві він був слабким і мав погане здоров'я, тож на прохання матері Санди шестирічний хлопчик буде регулярно відвідувати богослужіння та дбати про чистоту у церкві. Закінчивши початкову освіту у 1927 році він вступив до семінарії в Бітолі. У 1932 році він поїхав навчатися на теологічний факультет у Белграді, де закінчив у 1936 році найкращий студент свого випуску. Як авторитет серед студентів, він вступив до лав македонського гуртка, призначившись секретарем студентської асоціації на теологічному факультеті, а також підготував студентський богословський журнал як головний редактор.
Після закінчення університету він був примусово мобілізований до сербської армії і був кілька разів засуджений Військовим судом. Перед війною він приїхав до Штипа і короткий час викладав релігійну освіту в середній школі в Штипі, але із вироком суду за дії, що суперечать інтересам царя та царської Сербії, його незабаром депортували до Ужиця для викладання сербської пропагандиської релігійної освіта.
Перед початком Другої світової війни повернувся на батьківщину і став парафіяльним священиком у церкві св. Николи. Під час Другої світової війни Михайло був учасником Народно-визвольної війни, а в кінці війни був членом АСНОМ. Він також брав участь в організації Першого церковно-народного зібрання в Скоп'є на початку березня 1945 року, в якому взяли участь 300 учасників, священики та миряни.

## Період після війни
Михайло виступав за незалежність МПЦ, тож двічі відбув у в'язниці понад шість років. Його тодішній уряд засудив і ув'язнив за ідеї національної, соціальної та духовної свободи македонського народу. Через півроку його звільнили, але ненадовго. У 1948 р. його знову заарештували і засудили до 5,5 років ув'язнення. Незважаючи на всі тиски та погрози відмовитися від священичої служби, Михаїл залишався твердим у своїх поглядах і продовжував служити священиком у Скоп'є.
Михаїл був одним з перших місіонерів в Австралії, в першій македонській православній громаді "Св. Георгія" в Мельбурні. Він був відправилений в 1966 році, а повернувся наприкінці 1970-х рр. Після повернення його призначили ректором Македонської православної духовної семінарії, де він викладав англійську, омілітіку та пастирське богослов'я. Окрім англійської, він розмовляв французькою та російською мовами та користувався кількома живими класичними мовами.
З 1972 року він був генеральним секретарем Македонського архієпископства, а висвячений у сан ієрарха 25 грудня 1988 року. Блаженніший  Михаїл відомий тим, що не бажав читати свої богослужбові листи, але його запам’ятали своїм ораторським мистецтвом, яким він перевершив усіх ієрархів.

## Архієпископ МПЦ
Михаїла було обрано главою Македонської православної церкви 4 грудня 1993 року. Архієпископ Михаїл став главою МПЦ через два роки після незалежності Македонії як держави. Він став єдиним священнослужителем, якому запропонували пост президента. На початку 1990-х Михаїл мав бути своєрідним македонським Макаріосом, але він відмовився від цього виклику, не бажаючи замінювати церкву державною посадою,
Як голова Американської єпархії, Михаїлу вдалося зібрати велику кількість віруючих, подолати всі суперечки, і тим самим дати можливість цій єпархії ожити повноцінним церковним життям. Однак йому не вдалося поїхати до Австралії, бо він не хотів, щоб його приймали розділені, а всі об’єднані македонські віруючі. Він також вів переговори з представниками Сербської православної церкви щодо встановлення духовної єдності між двома церквами.
Під час його архієпископства були внесені необхідні зміни до Устава Македонської православної церкви, статутів трьох єпархій за кордоном та інших церковних законів та норм. Також за його часів зросла видавнича діяльність у МПЦ, під час якої друкувалось більше богослужбових видань та книг із богословським змістом.
Помер 6 липня 1999 року. Місце його вічного спочинку знаходиться в монастирі св. Наум Охридський у Радишані.

## Цитати
"Ми, Михаїл, обраний та посаджений на престол архієпископом Охридським та Македонським, клянемось Всемогутнім Богом, що ми будемо вірними та відданими Македонській православній церкві та нашій батьківщині, Республіці Македонія, ми будемо поважати та зберігати церковний Устав збережемо чистоту Святого Православ'я, церковні канони та постанови, збережемо канонічну єдність усіх православних автокефальних церков, і особливо ми поважатимемо Македонську православну церкву у всьому, навіть у своїх справах та діях будемо керуватися виключно благами та інтересами нашої Святої Церкви та Вітчизни, "і що ми не погодимось на будь-які зміни, які суперечили б їхнім інтересам". - Заява з нагоди обрання архієпископом МПЦ (4 грудня 1993 р.)

#### Книги про архієпископа Михайла
- Михайло архієпископ Охридський і Македонський - Ратомір Грозданоскі (Скоп'є, 1994) [1]

## Зовнішні посилання
- Дідусь Михайло забутий МПЦ [Архівовано 13 квітня 2021 у Wayback Machine.]
- Відео Блаженнішого Містера [Архівовано 10 березня 2022 у Wayback Machine.] Містер. [Архівовано 10 березня 2022 у Wayback Machine.] Михайло [Архівовано 10 березня 2022 у Wayback Machine.]

1. ↑  Проф. д-р Ратомир Грозданоски. www.rrgrozdanoski.mk. Архів оригіналу за 12 січня 2021. Процитовано 10 січня 2021.